# Азиатско-Тихоокеанский кинофестиваль
Азиатско-Тихоокеанский кинофестиваль (англ. Asia-Pacific Film Festival, APFF, ранее [уточнить]) — ежегодный кинофестиваль, проходящий в странах Азиатско-Тихоокеанского региона с 1954 года. Место проведения выбирается Советом директоров Федерации кинопродюсеров.

## История фестиваля
Фестиваль был основан году по инициативе главы японской кинокомпании Daiei Масаити Нагаты, с целью расширения рынка проката кинофильмов в Юго-Восточной Азии рынок. Организатором фестиваля стала Ассоциация кинопродюсеров Юго-Восточной Азии, основанная им же в 1953 году в сотрудничестве с наиболее влиятельными продюсерами региона, включая Мануэля де Леона, Лу Вантхоу, Шао Жэньлэна, Шао Жэньмэя и некоторых других. Ассоциация включила на тот момент (с возможностью проведения фестиваля в соответствующих странах) представителей Японии, Китайской Республики (Тайваня), Британского Гонконга, Индонезии, Малайзии, Филиппин и Таиланда.
Впервые фестиваль был проведён в середине мая 1954 года в Токио под названием «Кинофестиваль юго-восточной Азии». Программа первого фестиваля включала 11 полнометражно-художественных и 10 других кинолент. Лауреатами первого награждения стали фильм «Золотой демон», режиссёр Микио Нарусэ, актёр Со Ямамура, и актриса Сэцуко Хара.
За ближайшие несколько лет география ассоциации распространяется за пределы региона, обычно определяемого как Юго-Восточная Азия, в связи с чем с 1957 года мероприятие стали проводить под названием «Фестиваль азиатского кино».
После 1982 года охват фестиваля расширяется также на КНР, Австралию и Новую Зеландию, и он приобретает своё нынешнее название «Азиатско-Тихоокеанский кинофестиваль».
За историю существованию кинофестиваль неоднократно менял дизайн и название своих главных наград. В разное время это были «Золотой колос» или «Золотой урожай» (金禾奖; в англоязычных источниках Golden Harvest, задолго до основания одноимённой киностудии), «Золотой гонг» (金鑼獎), «Золотой лев» (金狮奖), «Золотой шар» (金球奖), «Золотой дракон» (金龙奖), «Золотой император» (金帝奖).

### Отмены фестивалей
В 2000-х годах очередные фестивали серии несколько раз отменялись. В частности, «страной-хозяйкой» фестиваля 2007 года был выбран Гонконг, где планировалось совместить собственно проведение фестиваля с отмечанием 10-летия возвращения Гонконга под юрисдикцию Китая и 100-летнего юбилея одного из основателей фестиваля и восточноизиатского кино в целом, Шао Жэньлэна — однако региональное правительство Гонконга не смогло выделить бюджет.
Следующий фестиваль был запланирован в ноябре 2008 года в Джакарте (Индонезия) и не имел финансовых проблем предшественника, однако организаторы были вынуждены отменить его из-за решения более 60 % участников не приезжать незадолго до заявленной даты.
Последующие 5 лет фестиваль проводился без особых проблем. В 2014 году, однако, проведение следующего, 57-го фестиваля было запланировано в Паттайе (Таиланд), но отложено со ссылкой на нездоровье короля Таиланда Пхумипона Адульядета на февраль 2015 года, без более конкретных разъяснений, а потом и далее.
После трёхлетнего перерыва фестиваль, наконец, был возобновлён и проведён летом 2017 года в Пномпене (Камбоджа).

## Номинации
Награды вручаются в следующих номинациях:
- Лучший (художественный) фильм
- Лучшая режиссура (букв. «Лучший режиссёр»)
- Лучшая мужская роль (букв. «Лучший актёр»)
- Лучшая женская роль (букв. «Лучшая актриса»)
- Лучшая мужская роль второго плана
- Лучшая женская роль второго плана
- Лучший сценарий
- Лучшая операторская работа
- Лучший монтаж
- Лучший звук
- Лучшая музыка
- Лучшая работа художника-постановщика
- Лучший документальный фильм
- Лучший анимационный фильм

Помимо того, в истории фестиваля существовали дополнительные номинации за лучшую работу оператора и художника документального кино, лучшую работу оператора в художественных фильмах отдельно для чёрно-белого и цветного кино, а также нерегулярные специальные премии, в том числе, просуществовавшие до 1971 года премии за детские роли.

## Лауреаты основных номинаций
Ниже представлены неполные данные по местам проведения и лауреатам основных номинаций за историю фестиваля.

### 1950-е годы
| Номинация/Год                | 1954 (Токио)                                         | 1955 (Сингапур)        | 1956 (Гонконг)                        | 1957 (Токио)                | 1958 (Манила)                       | 1959 (Куала-Лумпур)                     |
| Лучший фильм                 | 1-е место: «Золотой демон» 2-е место: «Санти и Вина» | «История Сюнкин»       | «Руины»                               | «Судзакумон»                | «Наша сестрица Хэди»                | «Страна и красавица»                    |
| Лучший режиссёр              | Микио Нарусэ «Стон горы»                             |                        |                                       |                             | Ли Ханьсян «Дяочань»                | Ли Ханьсян                              |
| Лучший актёр                 | Со Ямамура «Стон горы»                               |                        |                                       |                             |                                     | Кинносукэ Накамура «Благородный Тасукэ» |
| Лучшая актриса               | Сэцуко Хара                                          | Кэйко Киси             | Хидэко Такаминэ                       | Линь Дай                    | Линь Дай                            | Ю Минь                                  |
| Лучший актёр второго плана   | —                                                    | —                      | —                                     | Кэйдзи Савада               | Кинносукэ Накамура                  |                                         |
| Лучшая актриса второго плана | —                                                    | —                      | —                                     | Чэнь Яньянь                 |                                     | Цуй Сяопин                              |
| Лучший ребёнок-актёр         | —                                                    | Джозефин Сяо♀ «Сирота» |                                       |                             | Чжан Сяоянь♀                        | Чжан Сяоянь♀                            |
| Лучший сценарий              |                                                      |                        |                                       |                             | Гао Ли «Дяочань»                    | Гао Ли                                  |
| Лучшая музыка                |                                                      |                        |                                       |                             | Ван Чунь «Дяочань»                  | Яо Минь «Девушка с календаря»           |
| Лучшая операторская работа   | «Санти и Вина»                                       |                        | Кимио Ватанабэ «Инопланетяне в Токио» | Кадзуо Миягава «Судзакумон» | Юхару Ацута «Цветы праздника Хиган» |                                         |

### 1960-е годы
| Номинация/Год                | 1960 (Токио)             | 1961 (Манила)                                                    | 1962 (Сеул)                          | 1963 (Токио)                               | 1964 (Тайбэй)             | 1965 (Киото)                              | 1966 (Сеул)                   | 1967 (Токио)    | 1969 (Манила)                  |
| Лучший фильм                 | «Чёрный вход»            | «Женские ночные грёзы»                                           | «Моя мама и её гость»                | «Старая столица»                           | «Ловильщица устриц»       | «Великая подмена»                         | «Лазурь и тьма»               | «Шаньшань»      | «Нефритовая Гуаньинь»          |
| Лучший режиссёр              | Ван Тяньмэй              | Ясудзиро Одзу «Поздняя осень»                                    | Ясудзо Масумура                      | Кон Итикава «Мне два года»                 | Син Сан Ок «Красный шарф» | Син Сан Ок «Рис»                          | Сацуо Ямамото                 | Ким Суён        |                                |
| Лучший актёр                 |                          | Ким Сынхо                                                        |                                      |                                            | Син Ёнгюн «Красный шарф»  |                                           |                               |                 |                                |
| Лучшая актриса               | Ю Минь                   | Линь Дай «Красотки»                                              | Линь Дай «Бесконечная любовь»        |                                            | Айви Лин По «Мулан»       | Ли Цзин «Фея озера»                       |                               |                 |                                |
| Лучший актёр второго плана   |                          | Масао Накамура «Поздняя осень»                                   |                                      |                                            | Ван Инь                   | Оу Вэй «Прекрасный утёнок»                | Итиро Арисима                 |                 |                                |
| Лучшая актриса второго плана | Оуян Шафэй «Преданность» | Чэнь Яньянь «Воссоединение»                                      | Тан Баоюнь «Тайфун»                  | Митиё Аратама                              | Линь Цуй                  | Каору Ятигуса                             |                               | Тикагэ Авасима  | Чжан Бинъюй                    |
| Лучший ребёнок-актёр         | Чжан Сяоянь♀             |                                                                  |                                      |                                            |                           |                                           |                               |                 |                                |
| Лучший сценарий              | Вон Лаучиу               | Гэ Жуйфэнь                                                       |                                      |                                            |                           | Чжан Юнсян «Прекрасный утёнок»            |                               | Дзэндзо Мацуяма |                                |
| Лучшая музыка                |                          | Яо Минь                                                          |                                      | Чжоу Ланьпин «Лян Шаньбо и Чжу Интай»      | Ван Фулин «Песня любви»   |                                           | Ли Лам                        |                 |                                |
| Лучшая операторская работа   |                          | Ян Цзюнь (чб.) «Поздняя осень» Юхару Ацута (цв.) «Поздняя осень» | Кадзуо Миягава (чб.) «Телохранитель» | Хэ Ланьшань (цв.) «Лян Шаньбо и Чжу Интай» |                           | Хун Цинъюнь (цв.) «Песня острова орхидей» | Лай Чэнъин (цв.) «Тихая жена» |                 | Кодзо Окадзаки «Золото сёгуна» |

### 1970-е годы
| Номинация/Год                | 1970 (Джакарта)                      | 1971 (Тайбэй)               | 1972 (Сеул) | 1973 (Сингапур)              | 1974 (Тайбэй) | 1975 (Джакарта)                    | 1976 (Пусан)                    | 1977 (Бангкок)                    | 1978 (Сидней)                          | 1979 (Сингапур)                |
| Лучший фильм                 |                                      | «Бесконечная любовь»        |             |                              |               |                                    | «Восемьсот героев»              |                                   |                                        |                                |
| Лучший режиссёр              | Чжан Чэ «Месть»                      | Син Сан Ок                  |             |                              |               | Дин Шаньси                         |                                 | Масахиро Синода «Баллада об Орин» |                                        | Ли Син «Он никогда не сдаётся» |
| Лучший актёр                 | Дэвид Цзян «Месть»                   | Намгун Вон                  | Цзян Бинь   | Дэвид Цзян «Братья по крови» |               | Кэ Цзюньсюн                        |                                 |                                   | Кэн Такакура «Жёлтый платочек счастья» |                                |
| Лучшая актриса               | Гуй Ялэй «Дом, милый дом»            | Чжэнь Чжэнь «История Ти-Ин» |             |                              |               |                                    | Бриджит Линь «Восемьсот героев» |                                   |                                        | Ху Хуэйчжун                    |
| Лучший актёр второго плана   | Намгун Вон                           | Пак Носик                   |             |                              |               | Хо Джанган                         |                                 |                                   |                                        |                                |
| Лучшая актриса второго плана | Чэнь Пэйлин «Горький цветок»         | Ли Сян                      |             |                              |               |                                    |                                 |                                   |                                        |                                |
| Лучший сценарий              | Чжан Юнсян                           |                             |             |                              |               | Дин Шаньси                         | Чжан Юнсян                      |                                   |                                        |                                |
| Лучшая музыка                |                                      |                             |             |                              |               | Хироси Такада «Танцовщица из Идзу» |                                 |                                   |                                        |                                |
| Лучшая операторская работа   | Дун Шаоюн (цв.) «Бесконечная любовь» |                             |             |                              |               |                                    |                                 |                                   |                                        |                                |

### 1980-е годы
| Номинация/Год                | 1980 (Бали) | 1982 (Куала-Лумпур)            | 1983 (Тайбэй)                      | 1984 (Бангкок)                       | 1985 (Токио)                   | 1986 (Сеул)  | 1987 (Тайбэй)                    | 1988 (Пхукет)                 | 1989 (Джакарта)                |
| Лучший фильм                 |             |                                |                                    | «Любовь и искусство»                 |                                |              | «Суррогатная мать»               | «Пугало»                      |                                |
| Лучший режиссёр              | Дин Шаньси  |                                | Кон Итикава «Мелкий снег»          |                                      | Хоу Сяосянь «Каникулы Дундуна» | Чжан И       | Им Квон Тхэк «Суррогатная мать»  | Ринго Лам «Тюрьма в огне»     | Ясуо Фурухата                  |
| Лучший актёр                 |             | Кэн Такакура «Зов далёких гор» | Ши Цзюнь                           |                                      | Чоу Юньфат                     | Минору Тиаки | Ан Сонги                         | Саммо Хун «Раскрашенные лица» | Кэн Такакура                   |
| Лучшая актриса               | Сюй Фэн     | Тиэко Байсё «Зов далёких гор»  | Юко Танака «Перевал Амаги»         | Ян Хуэйшань                          | Саюри Ёсинага «Охан»           | Ли Мисук     | Ли Мисук                         | Лу Сяофэнь «Аллея османтуса»  | Лу Сяофэнь                     |
| Лучший актёр второго плана   |             |                                |                                    |                                      |                                |              |                                  |                               | Хуан Куньсюань                 |
| Лучшая актриса второго плана |             | Харуко Като                    | Ко Дусим «Ревность»                | Тиэко Байсё «Мужчине живётся трудно» |                                |              |                                  |                               |                                |
| Лучший сценарий              |             |                                |                                    |                                      |                                |              | Эдвард Янг, Сяо Е «Чёрный дождь» |                               | Тосиро Исидо «Вселяющий страх» |
| Лучшая операторская работа   |             | Тэцуо Такаба «Зов далёких гор» | Кристофер Дойл «Тот день на пляже» |                                      | Ян Вэйхань, Ли Пинбао «Беглец» |              |                                  |                               |                                |

### 1990-е годы
| Номинация/Год                | 1990 (Кучинг)                       | 1991 (Тайбэй)              | 1992 (Сеул)                          | 1993 (Фукуока)                     | 1994 (Сидней)                  | 1995 (Джакарта)      | 1996 (Окленд)                                  | 1997 (Чеджудо)                            | 1998 (Тайбэй)                    | 1999 (Бангкок)                   |
| Лучший фильм                 | «Песня изгнания»                    | «Яркий летний день»        | «Толкающие руки»                     |                                    | «Есть, пить, мужчина, женщина» | «Сяо Юй»             | «Лепесток»                                     | Вот это жизнь!                            | «Лист на подушке»                | «Любовь юной Нак»                |
| Лучший режиссёр              | Ким Хосун                           | Вонг Карвай «Дикие дни»    | Сэйдзиро Кояма                       | Чэнь Кайгэ «Прощай, моя наложница» |                                | Цуй Харк             | Хоу Сяосянь «Хорошие мужчины, хорошие женщины» | Сёхэй Имамура «Угорь»                     | Хоу Сяосянь «Цветы Шанхая»       | Нонси Нимибут «Любовь юной Нак»  |
| Лучший актёр                 | Ясуо Даити                          | Пак Джунхун                | Стивен Чоу «Правосудие в моей ноге!» | Ан Сонги                           |                                |                      | Мун Сонгын «Лепесток»                          | Кодзи Якусё «Угорь»                       | Халид Саллех «Чемпион»           | Кэн Такакура «Железнодорожник»   |
| Лучшая актриса               |                                     | Эри Исида                  | Чан Михи «Песня смерти»              |                                    |                                | Лю Жоин «Сяо Юй»     | Джозефин Сяо «Вход к тигру»                    | Мэгги Чун «Товарищи. Почти история любви» | Кристина Хаким «Лист на подушке» | Лю Жоин                          |
| Лучший актёр второго плана   | Рэнтаро Микуни                      |                            | Тосиюки Нисида «Сны о России»        | Чхве Минсик                        |                                | Рэнтаро Микуни       | Сиди Ораза                                     |                                           | Киити Накаи                      | Кодзи Якусё                      |
| Лучшая актриса второго плана |                                     | Ребекка Пань «Дикие дни»   |                                      |                                    |                                |                      | Ли Ёнран «Лепесток»                            |                                           | Дзюнко Фудзи «Омотя»             | Ли Юй                            |
| Лучший сценарий              | У Няньчжэнь «Песня изгнания»        |                            |                                      | У Няньчжэнь                        |                                | Сильвия Чжан, Энг Ли | Сильвия Чжан, Хан Ли                           | Айви Хо «Товарищи. Почти история любви»   | Чон Ыйсин                        | Чэнь Гофу                        |
| Лучшая операторская работа   | Юдзи Окумура «Под северным сиянием» | Кристофер Дойл «Дикие дни» |                                      | Арди Лам                           |                                |                      | Славомир Идзяк «История Лилианы»               | Ван Цайшэн                                | Норитака Сакамото                | Дайсаку Кимура «Железнодорожник» |

### 2000-е годы
| Номинация/Год                | 2000 (Ханой)                                         | 2001 (Джакарта)                   | 2002 (Сеул)                                | 2003 (Шираз)                       | 2004 (Фукуока)                 | 2005 (Куала-Лумпур)               | 2006 (Тайбэй)                   | 2009 (Гаосюн)                         |
| Лучший фильм                 | «Песок жизни»                                        | «А у вас который час?»            | «Жизнь»                                    | «Маленький монах»                  | «Тайбэй 21»                    | «38-я параллель»                  |                                 |                                       |
| Лучший режиссёр              | Чжан Чжиюн                                           | Цай Минлян «А у вас который час?» | Хон Сансу «Вращающиеся ворота»             | Асгар Фархади «Танцуя в пыли»      | Пак Чхан Ук «Олдбой»           | Кан Джегю «38-я параллель»        | Тамине Милани                   | Леон Дай «Я не могу жить без тебя»    |
| Лучший актёр                 | Чхве Мин Сик «Счастливый конец»                      | Ю Осон «Друг»                     | Супакорн Китсувон «Любовь а-ля транзистор» | Юдзи Ода «T.R.Y.»                  | Чхве Мин Сик «Олдбой»          | Чу Хён                            | Ли Джэын                        |                                       |
| Лучшая актриса               | Май Хоа «Песок жизни»                                | Аю Ажари «Телеграмма»             | Макико Эсуми «Жизнь»                       | Риа Ираван «Бесструнная скрипка»   | Майя Карин                     | Тиара Жакелина                    | Сон Еджин                       | Сандрин Пинна «Ян Ян»                 |
| Лучший актёр второго плана   | Сарунью Вонгкрачанг                                  | Чан Дон Гон «Друг»                | Исао Хасидзумэ «Мистер Новичок»            | Фарамарз Гарибян «Танцуя в пыли»   | Тэруюки Кагава «Вечная любовь» | Энтони Вонг «Экстремальные гонки» | Пён Хибон «Вторжение динозавра» |                                       |
| Лучшая актриса второго плана | Хонг Ань «Песок жизни»                               | Лу Ицзин «А у вас который час?»   | Хатиджа Тан                                | Ян Гуймэй «Прощай, отель „Дракон“» | Линь Мэйсюй                    | Рима Мелати «Ультрафиолет»        | Лу Ицзин                        |                                       |
| Лучший сценарий              | Хон Сансу «Невеста, раздетая холостяками»            | Реза Миркарими «Ребёнок и солдат» | Тамине Милани                              | Асгар Фархади, «Танцуя в пыли»     | Ёдзо Танака                    | Линь Чэншэн                       | Тамине Милани                   | Асгар Фархади «О Элли»                |
| Лучшая операторская работа   | Кристофер Дойл, Марк Ли Пинбин «Любовное настроение» | Яди Суганди «Шёпот песка»         | Питер Пау «Искатели приключений»           | Чхве Джанкю «Маленький монах»      | Мохаммад Азла Камаруддин       | Ив Кейп                           | Чжан Ли «Убить императора»      | Чжан Сянъюй «Я не могу жить без тебя» |

### 2010-е годы
| Номинация/Год                | 2010 (Тайбэй)                             | 2012 (Макао)                           | 2013 (Макао)                                                          | 2017 (Пномпень)                       | 2018 (Тайбэй)                                             |
| Лучший фильм                 | «Окно»                                    | «Жизнь без принципов»                  | «Каков отец, таков и сын»                                             | «Безымянный»                          | «Лев» a.k.a. «Долгая дорога домой»                        |
| Лучший режиссёр              | Ясмин Ахмад «Новообращённый»              | Хирокадзу Корээда «Чудо»               | Хирокадзу Корээда «Каков отец, таков и сын»                           | Сямсул Юсоф «Лицемер»                 | Чжао Дэинь a.k.a. Midi Z «Дорога в Мандалай»              |
| Лучший актёр                 | Хамид Фаррухнежад «Судьбоносная ночь»     | Эдди Гарсия                            | Ли Каншэн «Бродячие псы»                                              |                                       | Амир Али Данэй [уточнить] «Аппендикс»                     |
| Лучшая актриса               | Анита Линда «Лола»                        | Гуй Луньмэй                            | Чжан Цзыи «Великий мастер»                                            | Юлия Пересильд «Битва за Севастополь» | Дагвадоржийн Мэндбаяр «Мать»                              |
| Лучший актёр второго плана   | Сумитра Чаттерджи «Фильм Ангшумана»       | Лоу Хойпан «Жизнь без принципов»       | Навазуддин Сиддикуи «Ланчбокс»                                        |                                       | Дидо де ла Пас «Респект»                                  |
| Лучшая актриса второго плана |                                           | Макико Ватанабэ                        | Ео Янь Янь «Илоило»                                                   | Анхель Локсин «Всё о ней»             | Сорая Гасеми Villa Dwellers [уточнить]                    |
| Лучший сценарий              | Пак Донхун, Пак Намхи «Фильм-просвещение» | Ахмад Реза Мотамеди «Альцгеймер»       | Ритеш Батра «Ланчбокс»                                                |                                       | [уточнить] «Лев»                                          |
| Лучшая музыка                | Сэнди Чан «Монга»                         | Притам «Барфи!»                        | Юдхи Арфани, Зеке Хасели «Чего они не говорят, когда говорят о любви» |                                       | Ryan Cayabyab [уточнить] Ang Larawan [уточнить]           |
| Лучшая операторская работа   | Нагао Нагасима «Четвёртый портрет»        | Джейк Поллок «Звёздная, звёздная ночь» | Филипп Ле Сурд «Великий мастер»                                       | Мохаммед Аладпуш «История любви»      | Юнус Пасолан [уточнить] «Марлина, убийца в четырёх актах» |

## Участники
- Австралия
- Вьетнам
- Грузия
- Гонконг
- Индонезия
- Индия
- Иран
- Китайская Республика
- Республика Корея
- Кувейт
- Малайзия
- Новая Зеландия
- Россия
- Сингапур
- Таиланд
- Узбекистан
- Филиппины
- Япония

## Дополнительные ссылки и литература
- Азиатско-Тихоокеанский кинофестиваль на imdb.com
- Азиатско-Тихоокеанский кинофестиваль — статья из Байдупедии (кит.)
- Law Kar, Frank Bren. Early Links with Asia Pacific / Asian Film Festival // Hong Kong Cinema: A Cross-cultural View. — Scarecrow Press, 2004. — P. 213—214. — ISBN 9780810849860.
- Asia-Pacific Film Festival 50th Anniversary. — Malaysia: Department of Museums and Antiquities, 2005. — 108 p. — ISBN 9789679935592.
- Lisa Odham Stokes. Asian Film Festival // Historical Dictionary of Hong Kong Cinema. — Scarecrow Press, 2007. — P. 9. — ISBN 9780810864580.
- Yoshiharu Tezuka. Internationalization of Japanese Cinema // Japanese Cinema Goes Global: Filmworkers' Journeys. — Hong Kong University Press, 2011. — P. 56—59. — ISBN 9789888083329.
- Daw-Ming Lee. Historical Dictionary of Taiwan Cinema. — Scarecrow Press, 2012. — 508 p. — ISBN 9780810879225.
- Sangjoon Lee. Chapter 11: The Emergence of the Asian Film Festival: Cold War Asia and Japan’s Re-entrance to the Regional Market in the 1950s // The Oxford Handbook of Japanese Cinema / ed. by Daisuke Miyao. — London, New York: Oxford University Press, 2013. — P. 226—244. — ISBN 9780199731664.
- Ruby Cheung. Introduction // New Hong Kong Cinema: Transitions to Becoming Chinese in 21st-Century East Asia. — Berghahn Books, 2015. — P. 27. — ISBN 9781782387046.
- Taiwan New Cinema: a local film movement and its festival connections // Cinema Taiwan: Politics, Popularity and State of the Arts / ed. by Darrell William Davis, Ru-shou Robert Chen. — Routledge, 2007. — P. 77. — ISBN 9781134125838.
- David Desser. Globalizing Hong Kong Cinema Through Japan // A Companion to Hong Kong Cinema / ed. by Esther M. K. Cheung, Gina Marchetti, Esther C. M. Yau. — First Edition. — John Wiley & Sons, 2015. — P. 170.
- Nelson H. Wu. Asia-Pacific fest falls for ‘Unwanted Woman’ (англ.). Variety (24 ноября 2006). Дата обращения: 4 марта 2016.